# 花飾学
花飾学（かしょくがく）(en:Floral decorogy, Floristry) は、植物における花、生物学的には種子植物の生殖器官である花を、それらの構造や植物生理についての園芸、農学などの知識、また文化の要素を含めた上で、総合的に探求し、花を装飾に用いる上での技法、形態、効果等についての研究を行う学問である。
昨今では千葉大学園芸学部やテクノ・ホルティ園芸専門学校など、大学や専門学校などの教育機関において研究が盛んである。

## 関連分野
花飾学に関連する分野には以下のようなものがある。
- 自然科学－植物学－農学－園芸学－芸術学

## 人物
- 柿崎順一
- 笠原貞男
- 杉井明美
- 永島四郎
- 松田隆作
- 山本晃